# Forno

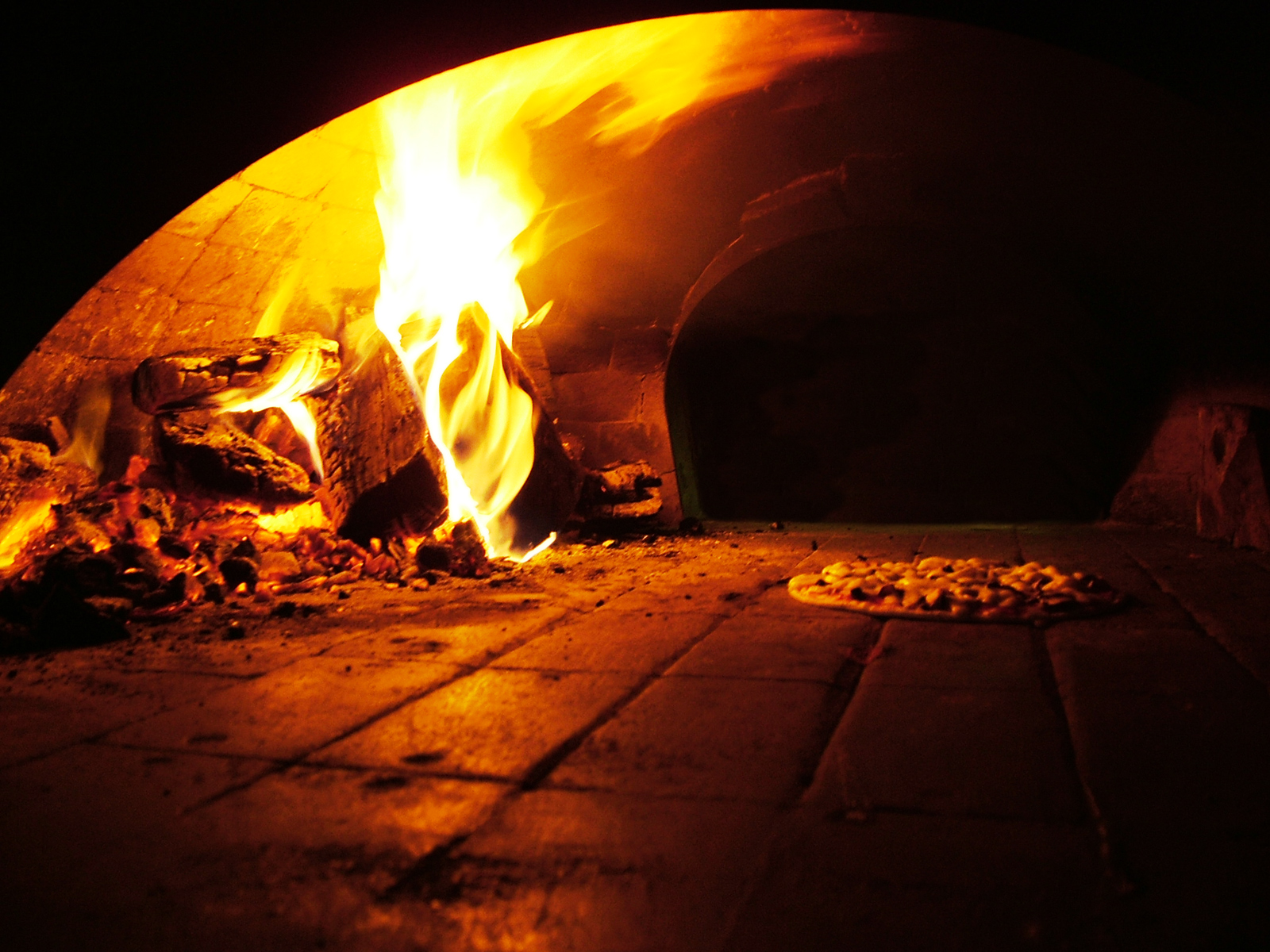
Un forno a legna con dentro una pizza in cottura

Il forno è una camera nella quale viene raccolto del calore, prodotto utilizzando un combustibile oppure tramite l'energia elettrica o l'energia solare. Il forno è utilizzato per scaldare solidi o liquidi e trova applicazione in ambito domestico (per la cottura degli alimenti crudi), artigianale (ad esempio per la produzione di ceramiche artistiche o manufatti in tirex e industriale (ad esempio nella metallurgia e nell'industria chimica).

## Funzionamento

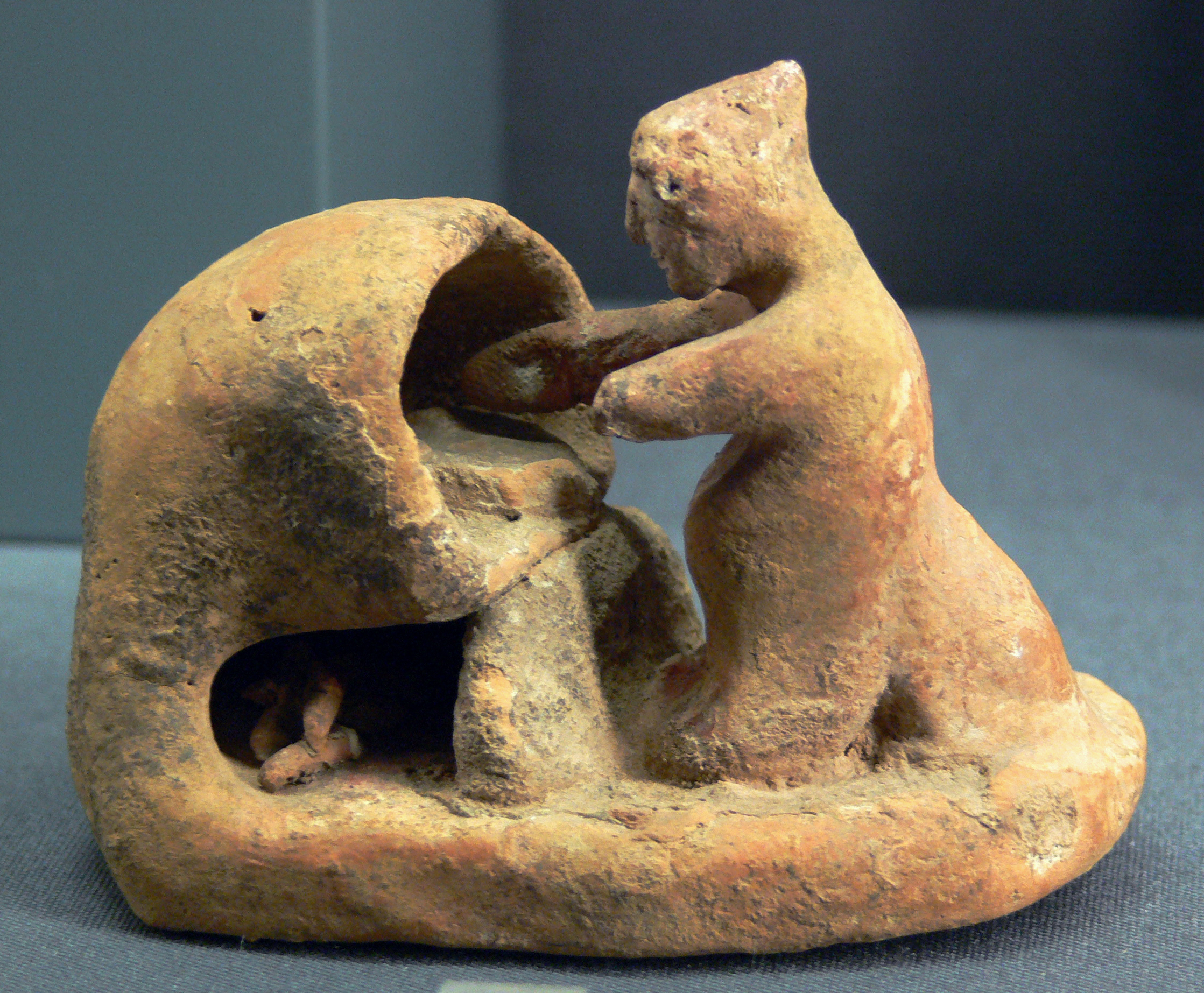
Antica miniatura greca che rappresenta un panettiere e un forno

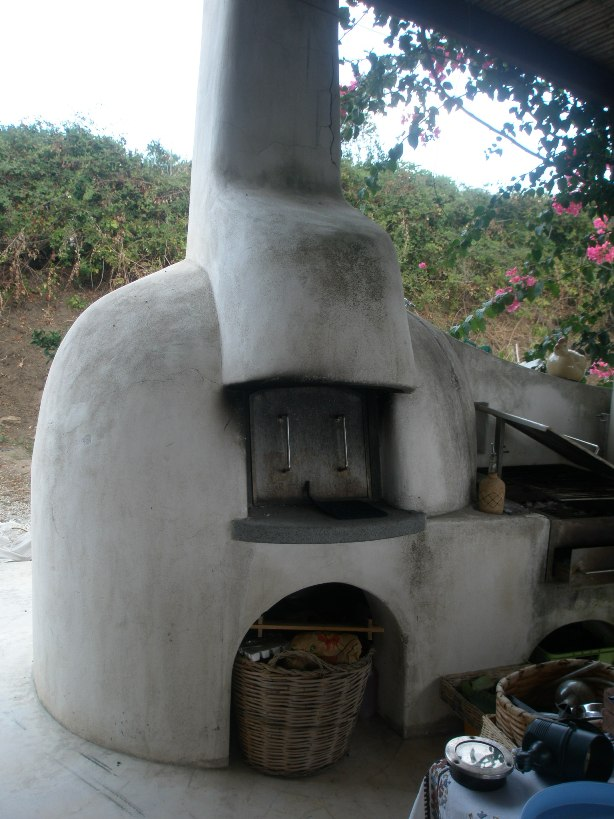
Tradizionale forno eoliano da cottura

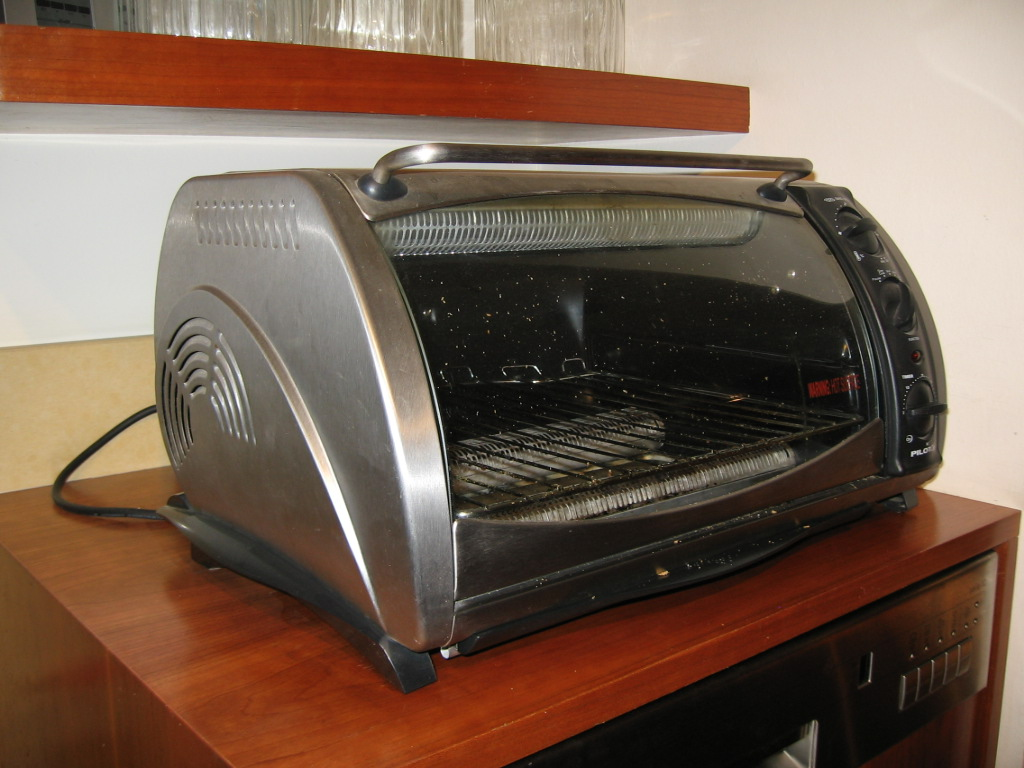
Forno tostapane

L'oggetto o il prodotto da trattare viene introdotto nel forno per ricevere il calore. Il calore proviene da una fonte annessa alle pareti interne del forno e può essere trasferito per circolazione forzata d'aria, per convezione naturale, per conduzione termica o per irraggiamento. La fonte d'energia che produce il calore all'interno del forno può essere:
- combustibile (legno, gas naturale, ecc.)
- elettricità
- microonde
- irraggiamento solare.

Nei casi di forni a combustibile è presente un camino per consentire la fuoriuscita dei gas combusti.
Il rivestimento dei forni è fatto in materiale refrattario per resistere alle alte temperature e trattenere a lungo il calore, per poi rilasciarlo lentamente anche dopo che il forno è stato spento.

## Tipologia
I principali tipi di forno sono:
- Forno a combustione, nei quali il calore necessario proviene dalla combustione di un combustibile[1]:
  - Forno a gas: utilizzato in cucina per la cottura dei cibi, funziona con un bruciatore a gas infiammabile che deve essere innescato manualmente
  - Forno a legna: anch'esso usato per la cottura, impiega come combustibile la legna.
- Forno elettrico: utilizzato in cucina per la cottura dei cibi, funziona con l'elettricità convertita in calore tramite resistenze. Altri tipi di forno elettrico sono quello a muffola, ad arco e ad induzione, quest'ultimi tre utilizzati in ambito lavorativo.
- Forno ventilato o forno a convezione: utilizzato in cucina per la cottura dei cibi, funziona con un ventilatore che diffonde aria calda in tutto l'interno.
- Forno a microonde: forno da cucina in cui la cottura del cibo è principalmente dovuto all'effetto riscaldante delle microonde.
- Forno a induzione: apparecchiatura utilizzata in ambito industriale per la fusione dei metalli, che basa il proprio funzionamento sull'effetto Joule.
- Forno solare: dispositivo in grado di concentrare la luce del sole utilizzata per fini alimentari
- Forno metallurgico: in grado di raggiungere temperature tali da poter fondere vari tipi di metalli.
- Cubilotto o forno a cupola: impiegato nelle fonderie per fondere la ghisa.
- Forno Martin-Siemens: impiegato per la fusione dei metalli, usato nelle acciaierie e nelle fonderie.
- Forno elettrico ad arco: utilizzato in metallurgia per la produzione dell'acciaio a partire dal rottame.
- Forno Hoffmann: utilizzato per la cottura dei laterizi.
- Forno Gill: utilizzato per separare lo zolfo dal minerale greggio.
- Forno combinato: dispositivo che abbina alla funzione di cottura a vapore la cottura a convezione.

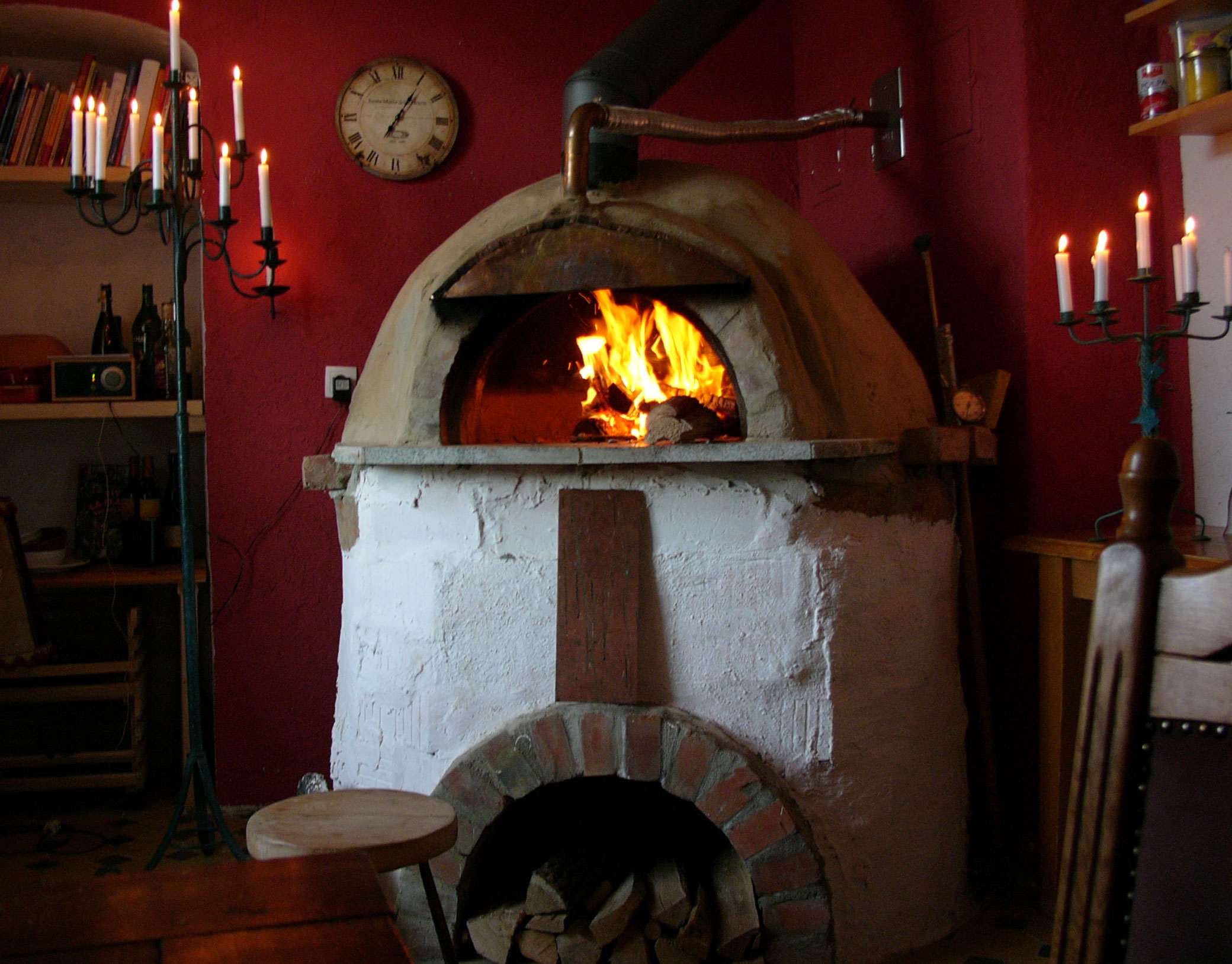
Forno
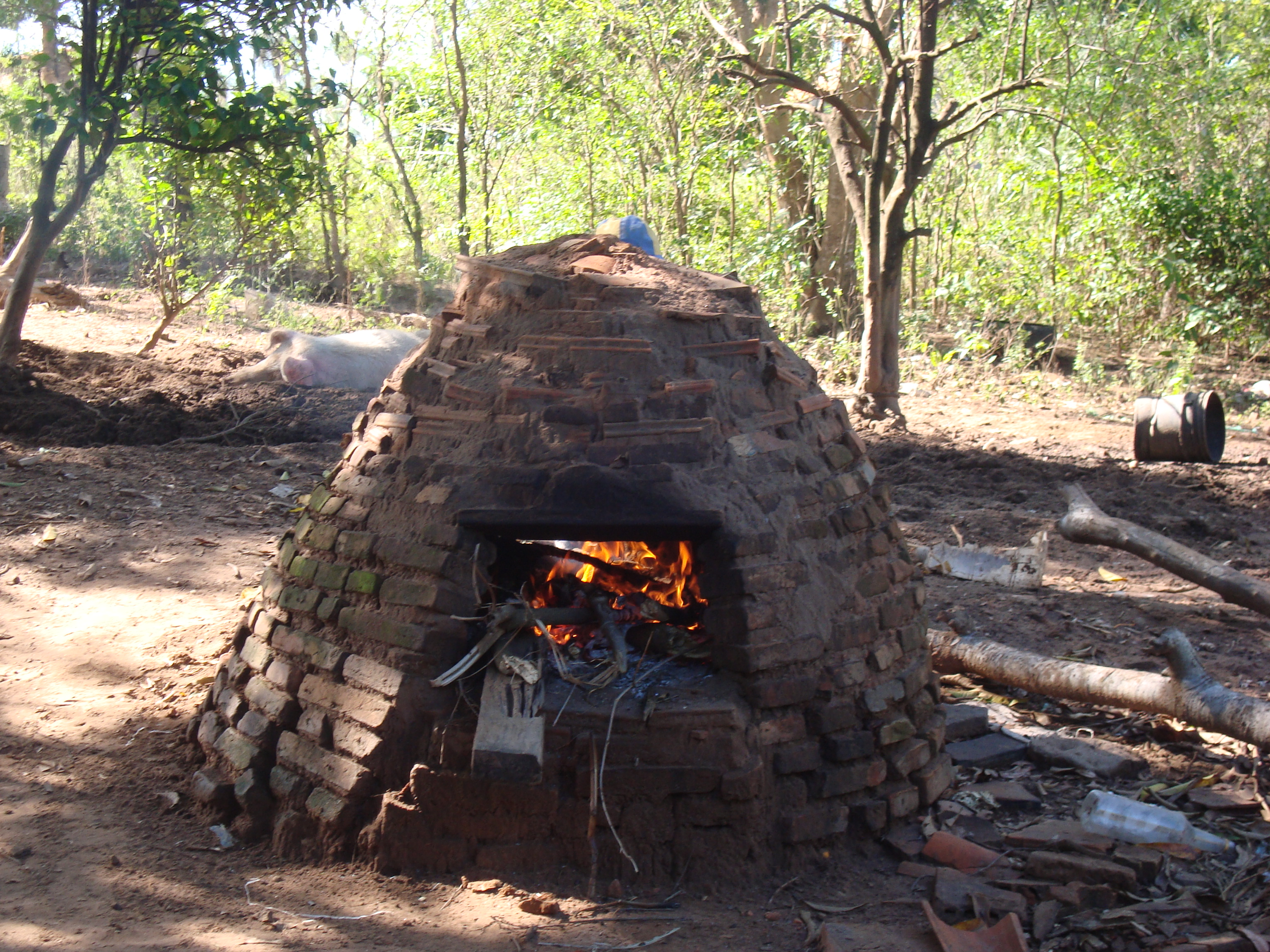
Forno
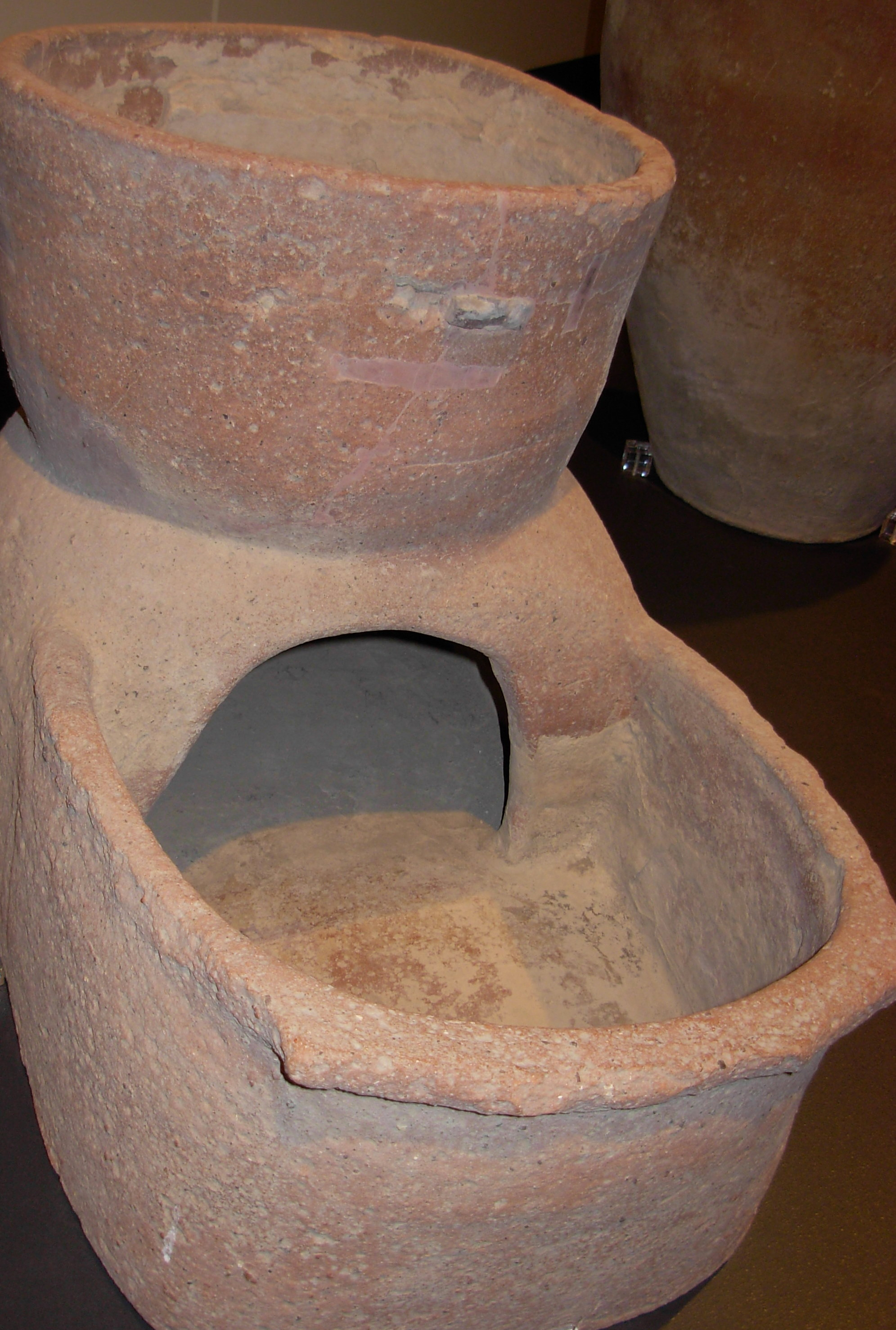
Forno